# Ontherus brevipennis
Ontherus brevipennis är en skalbaggsart som beskrevs av Edgar von Harold 1867. Ontherus brevipennis ingår i släktet Ontherus och familjen bladhorningar. Inga underarter finns listade i Catalogue of Life.